# Silent Hill: Book of Memories
Silent Hill: Book of Memories (укр. Мовчазний пагорб: Книга Спогадів) — гра в жанрі hack and slash, розроблена WayForward Technologies і видана Konami Digital Entertainment для приставки PlayStation Vita. Спін-оф від основної серії  Silent Hill. Володіє нетиповими для Silent Hill рольовими елементами і кооперативним проходженням.

## Сюжет
Головному герою приходить посилка на день народження із загадковою книжкою, відома як Книга спогадів; з'ясовується, що все життя головного героя написано на його сторінках, і якщо змінити текст в книзі, то результати життя відповідно змінюється. Головний герой використовує силу книги, щоб спробувати змінити своє життя на краще, з непередбаченими та найчастіше несприятливими наслідками, а іноді й переходити до різних світових світів відповідно до основних персонажів, на які впливають влада книги.